# 豪登省省長
豪登省省长是南非豪登省的政府首腦。現任豪登省省长為非洲人國民大會的大衛·馬赫拉，他於2014年5月21日就任。

## 豪登省省长列表
| 姓名              | 當選日期      | 離任日期      | 政黨           |
| ----------------- | ------------- | ------------- | -------------- |
| 托基奧·塞克斯韋爾 | 1994年5月7日  | 1998年1月19日 | 非洲人國民大會 |
| 馬托爾·莫特謝卡   | 1998年1月19日 | 1999年6月15日 | 非洲人國民大會 |
| 姆布吉馬·希拉瓦   | 1999年6月15日 | 2008年9月29日 | 非洲人國民大會 |
| 保羅·馬沙蒂勒     | 2008年10月7日 | 2009年5月6日  | 非洲人國民大會 |
| 諾維拉·莫庫亞尼   | 2009年5月6日  | 2014年5月21日 | 非洲人國民大會 |
| 大衛·馬赫拉       | 2014年5月21日 | 現任          | 非洲人國民大會 |

## 外部連結
- Official website